# Diputació de Granada
La Diputació Provincial de Granada és una institució pública que presta serveis directes als ciutadans i dona suport tècnic, econòmic i tecnològic als ajuntaments dels municipis de la província de Granada, Andalusia. A més, coordina alguns serveis municipals i organitza serveis de caràcter supramunicipal. Té la seu central a la ciutat de Granada, al carrer Periodista Barrios Talavera, núm. 1. El seu president actualment és José Entrena Ávila (PSOE).

## Presidents
Des de la instauració de la democràcia a Espanya, els presidents de la diputació granadina han estat:
| Presidents de la Diputació de Granada |                            |        |                  |
| Període                               | President                  | Partit | Municipi         |
| 1979-1982                             | José Sánchez Faba          | UCD    | Granada          |
| 1983                                  | Gerardo Esteva de la Torre | UCD    | Motril           |
| 1983-1988                             | Juan Hurtado Gallardo      | PSOE   | Baza             |
| 1988-1992                             | José Olea Varón            | PSOE   | Granada          |
| 1992-1999                             | José Antonio India Gotor   | PSOE   | Granada          |
| 1999-2003                             | José Rodríguez Tabasco     | PSOE   | Santa Fe         |
| 2003-2011                             | Antonio Martínez Caler     | PSOE   | Caniles          |
| 2011-2015                             | Sebastián Pérez Ortiz      | PP     | Granada          |
| 2015-act.                             | José Entrena Ávila         | PSOE   | Villanueva Mesía |